# Аку-Аку

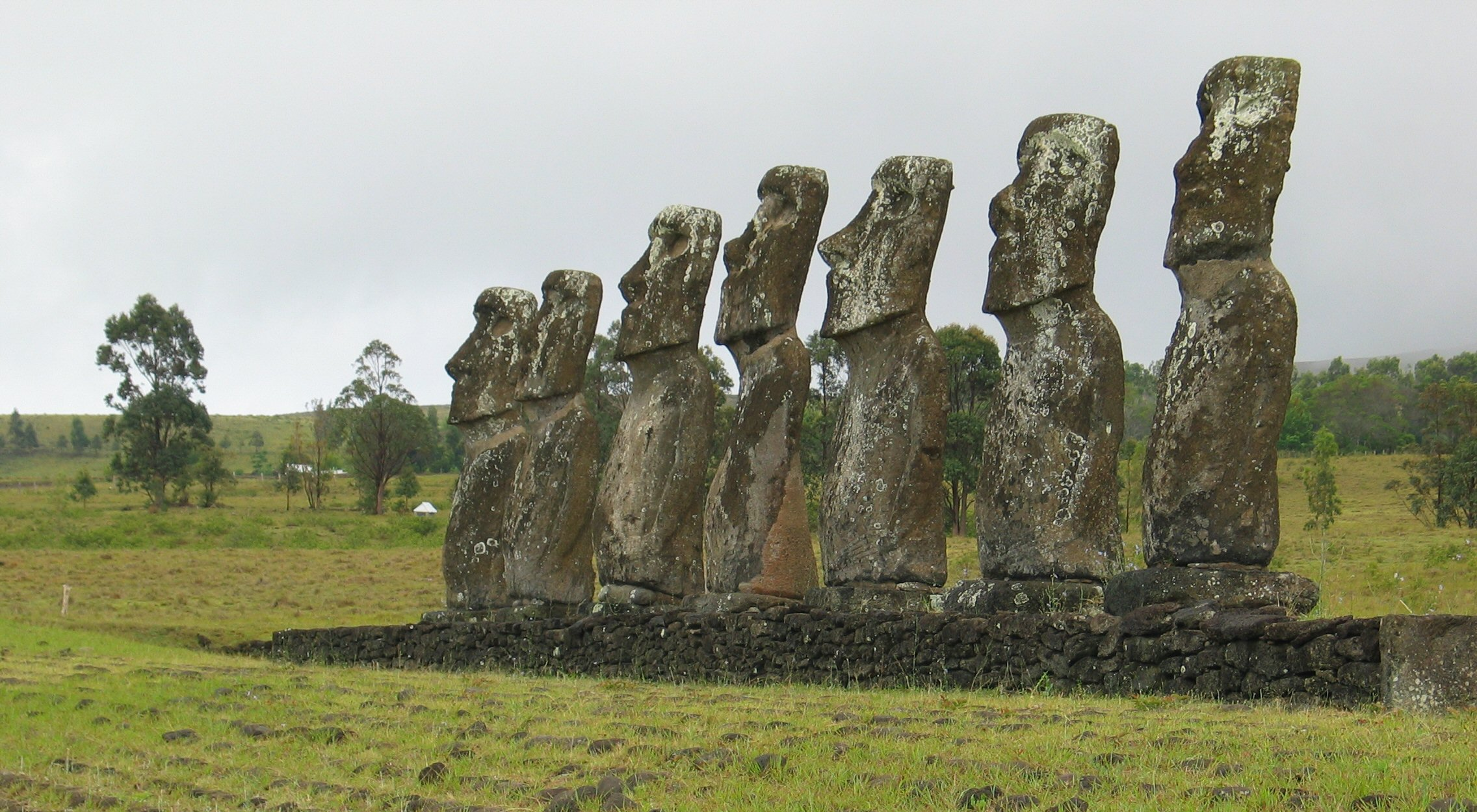
Моаї

«Аку-Аку. Таємниця острова Пасхи» — книга  Тура Геєрдала (1958), в якій він розвинув свою теорію про те, що острів Пасхи був заселений «довговухими» вихідцями з Перу.
Після того, як подорож «Кон-Тікі» довела принципову можливість перетину  Тихого океану на плоту, Геєрдал занурився у вивчення переказів рапануйців про їхніх «довговухих» предків. Вивчення схилів вулкана Рано-Рараку і узмор'я Анак привело його до висновку, що першими жителями острова були південноамериканці, а «менш розвинені» полінезійці прибули на острів тільки в середині XVI століття.
Геєрдал узгоджував створення гігантських статуй (моаї) з каменярськими традиціями Тіуанако, а також намагався простежити південноамериканські витоки рапануйських рослин (зокрема, батату). Його гіпотези були відкинуті науковим співтовариством як  псевдоархеологічні.

## Переклади українською
- Аку-Аку: Таємниця острова Пасхи / Т. Хейєрдал; Пер. з норв. О. Д. Сенюк. — К.: Молодь, 1959. — 328 с. — (Б-ка пригод та наукової фантастики).